# Beko
Вижте пояснителната страница за други значения на Beko.
Beko е търговска марка за битова техника, принадлежаща на турския производствен концерн Arçelik (включен в инвестиционната група „Koç Holding“). Основните видове продукция, произвеждани под тази марка, са големи кухненски уреди (хладилници, готварски печки, съдомиялни), перални и сушилни машини, климатици. Продукцията се разпространява в над 130 страни по света.

## История
Beko Elektronik A.Ş. е основана през 1954 г. в Истанбул, Турция, от Вехби Коч, основателят на Koç Holding (който също основава Arçelik A.Ş., компанията майка на Beko, през 1955 г.) и Леон Беджерано. Името на компанията е комбинация от първите две букви от фамилните имена на основателите.
През 2004 г. Beko Elektronik купува германската компания за електроника Grundig и към януари 2005 г. Beko и нейният съперник, турската марка за електроника и бяла техника Vestel, представляват повече от половината от всички телевизори, произведени в Европа.
През април 2010 г. подразделението за електроника на Beko се преименува на Grundig Elektronik A.Ş. На извънредно общо събрание на акционерите на Arçelik A.Ş. на 29 юни 2009 г. е решено Arçelik A.Ş. да се обедини с дъщерното дружество на компанията Grundig Elektronik A.Ş. (ще се администрира директно от Arçelik A.Ş. на Koç Holding) чрез поемане на всички активи и пасиви на Grundig като цяло.
В Индия Voltas, която първоначално е марка за климатици и дъщерно дружество на Tata Group, си партнира с Beko за производство на битови уреди като телевизори, съдомиялни машини, перални и др.
Beko започва да продава продуктите си в Египет през 2014 г., където набира популярност и все по-голям пазарен дял.

## Спонсорство
Една от рекламните характеристики на тази марка е нейната специализация в баскетболни и футболни събития. Марката е спонсор на баскетболни първенства в страни като Турция, Германия, Италия и Литва. През 2014 г. Koç Corporation предоставя финансова подкрепа на FIBA Basketball World Cup. Също така спонсорира испанския футболен отбор „Барселона“, турския „Бешикташ“, туркменския „Йедиген“, а също така е най-големият рекламодател в Английската Висша лига от 2008 г. и официален спонсор на Купа на футболната асоциация на Англия.
Beko спонсорира ФК Милуол през сезон 2005 – 06 г.